# Indian Institutes of Management
Los Institutos indios de Administración (IIMs), (en inglés, Indian Institutes of Management) son un grupo de 13 instituciones públicas y autónomas de educación administrativa e investigación en la India. Ofrecen principalmente programas de educación de postgrado y doctorado. La fundación de IIM fue iniciado por Jawaharlal Nehru, el primer primer ministro de la India.

## Institutos
| Nombre                                         | Imagen | Sigla        | Fundación | Ubicación                   | Sitio web         |
| ---------------------------------------------- | ------ | ------------ | --------- | --------------------------- | ----------------- |
| Indian Institute of Management Calcutta        |        | IIM-C        | 1961      | Calcuta, Bengala Occidental | iimcal.ac.in      |
| Indian Institute of Management Ahmedabad       |        | IIM-A        | 1961      | Ahmedabad, Gujarat          | iimahd.ernet.in   |
| Indian Institute of Management Bangalore       |        | IIMB         | 1973      | Bangalore, Karnataka        | iimb.ernet.in     |
| Indian Institute of Management Lucknow         |        | IIM-L        | 1984      | Lucknow, Uttar Pradesh      | iiml.ac.in        |
| Indian Institute of Management Kozhikode       |        | IIM-K        | 1996      | Kozhikode, Kerala           | iimk.ac.in        |
| Indian Institute of Management Indore          |        | IIM-I        | 1996      | Indore, Madhya Pradesh      | iimidr.ac.in      |
| Indian Institute of Management Shillong        |        | IIM-S        | 2007      | Shillong, Meghalaya         | iimshillong.in    |
| Indian Institute of Management Rohtak          |        | IIM-Rohtak   | 2010      | Rohtak, Haryana             | iimrohtak.ac.in   |
| Indian Institute of Management Ranchi          |        | IIM-R        | 2010      | Ranchi, Jharkhand           | iimranchi.ac.in   |
| Indian Institute of Management Raipur          |        | IIM-Raipur   | 2010      | Raipur, Chhattisgarh        | iimraipur.ac.in   |
| Indian Institute of Management Tiruchirappalli |        | IIM-T        | 2011      | Tiruchirappalli, Tamil Nadu | iimtrichy.ac.in   |
| Indian Institute of Management Udaipur         |        | IIM-U        | 2011      | Udaipur, Rajasthan          | iimu.ac.in        |
| Indian Institute of Management Kashipur        |        | IIM-Kashipur | 2011      | Kashipur, Uttarakhand       | iimkashipur.ac.in |

## Historia
Después de que la India se convirtiera en independiente en 1947, se encargó a la Comisión de Planificación de la India que supervisara y dirigiera el desarrollo de la nación. La India creció rápidamente en la década de 1950, y a finales de esa misma década la Comisión empezó a tener dificultades para encontrar gestores adecuados para el gran número de empresas del sector público que se estaban creando en la India como parte de su política industrial. Para resolver este problema, la Comisión de Planificación invitó en 1959 al profesor George Robbins de la UCLA para que le ayudara a crear un Instituto de Estudios de Gestión de toda la India. Basándose en sus recomendaciones, el gobierno indio decidió crear dos institutos de gestión de élite, denominados Institutos Indios de Gestión. Calcuta y Ahmedabad fueron elegidas como sedes de los dos nuevos institutos.
El instituto de Calcuta se estableció primero, el 13 de noviembre de 1961, y se denominó Indian Institute of Management Calcutta o IIM Calcutta. Se creó en colaboración con la MIT Sloan School of Management, el gobierno de Bengala Occidental, la Fundación Ford y la industria india. El instituto de Ahmedabad se creó al mes siguiente y se denominó Indian Institute of Management Ahmedabad. Al igual que el MIT Sloan en el caso del IIM de Calcuta, la Harvard Business School desempeñó un papel importante en las etapas iniciales del IIM de Ahmedabad.
En 1972, un comité dirigido por Ravi J. Matthai tomó nota del éxito de los dos IIM establecidos y recomendó la creación de otros dos IIM. Siguiendo la recomendación del comité, al año siguiente se creó en Bangalore (IIM Bangalore) un nuevo IIM, originalmente destinado a atender exclusivamente las necesidades de las empresas del sector público. En 1981, se convocó el primer Comité de Revisión de los IIM para examinar el progreso de los tres IIM existentes y hacer recomendaciones. El comité observó que los tres IIMs estaban produciendo alrededor de 400 graduados PGP cada año y que habían alcanzado su capacidad óptima. Propuso la apertura de dos IIM más para satisfacer la creciente demanda de profesionales de la gestión. También recomendó ampliar los programas de becas, similares a los programas de doctorado, para satisfacer la creciente demanda de profesorado en las escuelas de gestión de la India. El cuarto IIM, IIM Lucknow, se creó en 1984 siguiendo la recomendación del comité.
Otros dos IIM, el quinto y el sexto, se crearon en Kozhikode y Indore en 1996. IIM Shillong fue el séptimo IIM que se estableció, tras una decisión de 2005 del Gobierno de la India; su primera piedra se colocó el 1 de diciembre de 2007; y su primera sesión académica fue 2008-09. Desde 2007, se han creado catorce nuevos IIM, con lo que el número total de IIMs asciende a 20, siendo el IIM-Jammu el más reciente, que comenzó a funcionar en 2016.
El Gabinete de la Unión, el 24 de enero de 2017, aprobó el proyecto de ley que se convirtió en la Ley de Institutos Indios de Gestión, 2017, que declara a los IIM como Institutos de Importancia Nacional y les permite conceder títulos y realizar además otros cambios importantes en el instituto. El proyecto de ley de las IIM fue aprobado por la Lok Sabha el 28 de julio de 2017 y por la Rajya Sabha el 19 de diciembre de 2017. Tras recibir la aprobación presidencial, el proyecto de ley de los IIM se convirtió en ley el 31 de diciembre de 2017.

## Aspectos académicos
Los IIMs ofrecen principalmente programas de pregrado/postgrado, postgrado, doctorado y educación ejecutiva. Algunos programas ofrecidos por todos los IIM son similares; sin embargo, algunos IIM ofrecen programas únicos para fines especializados.

### Programa de Gestión de Postgrado

#### MBA de dos años (PGP)
Todos los IIM ofrecen un Programa de Postgrado en Gestión (PGP) de dos años a tiempo completo, equivalente a un título de máster en Administración de Empresas (MBA). El programa está considerado como el programa estrella de los IIM, y otorga el Master of Business Administration (MBA) a los candidatos que lo superan. Desde 2018, todos los IIM han comenzado a conceder títulos de MBA para este programa emblemático.
Este programa suele estar estructurado en seis trimestres repartidos en dos años, que comienzan en junio y se extienden hasta abril del segundo año. Los cursos del primer año suelen consistir en asignaturas troncales de diversas disciplinas de gestión, mientras que en el segundo año los estudiantes pueden elegir cursos de una lista exhaustiva de asignaturas optativas. El PGP es un programa de gestión general, totalmente integrado y sin especialización, y suele incluir cursos de contabilidad, ciencias del comportamiento, finanzas, economía, gestión de recursos humanos (HRM), ciencias de la gestión y tecnología de la información, marketing, operaciones empresariales, matemáticas empresariales, políticas públicas, estadística y análisis de decisiones, estrategia y gestión general. Los programas de MBA de dos años que ofrecen los IIM de Bangalore, Ahmedabad, Calcuta, Udaipur, Lucknow e Indore suelen denominarse internacionalmente Masters in Management (MiM) y suelen situarse entre los 100 mejores programas de Master in Management del mundo desde su creación.

#### MBA de un año
Para competir en la escena mundial, los principales IIM se vieron en la necesidad de poner en marcha programas de MBA que estuvieran a la altura de programas de MBA como los de Harvard y Wharton. Una década después de su creación, los programas de MBA de un año han catapultado la posición de los principales IIM en la lista de los 50 mejores MBA del mundo. Desde 2006, IIM Ahmedabad, IIM Bangalore, IIM Calcutta, IIM Lucknow, IIM Indore, IIM Kozhikode, IIM Shillong e IIM Udaipur han comenzado a ofrecer programas de postgrado de un año de duración a tiempo completo para profesionales con aproximadamente 5 años o más de experiencia laboral, lo que constituye una adición única al conjunto de programas emblemáticos que añade profesionales experimentados que aportan una valiosa experiencia al sistema de MBA a tiempo completo.
Fue necesario un programa de un año porque el programa normal de 2 años está dirigido principalmente a los recién licenciados o a los licenciados con menos de 4-5 años de experiencia laboral. Los programas de un año son programas de gestión generales y totalmente integrados, sin especialización, y suelen incluir los mismos cursos que se ofrecen en un programa de MBA típico de 2 años. Estos programas intensivos suelen requerir 75 créditos o unas 750 horas de enseñanza en el aula, junto con proyectos y otros trabajos de curso como en un programa MBA normal de 2 años. Los programas insignia de MBA de un año ofrecidos por los IIM de Bangalore, Ahmedabad y Calcuta se denominan a menudo MBA globales a nivel internacional y se han clasificado entre los 50 mejores programas de MBA globales del mundo desde su creación.
Diseñado como un programa regular de MBA, que se centra en el uso de la experiencia laboral previa de los estudiantes, el MBA de un año de duración recibe diferentes nombres en los distintos IIM. Se llama Programa de Postgrado para Ejecutivos en el IIM de Calcuta y el IIM de Shillong (PGPEX para abreviar), y en el IIM de Ahmedabad y el IIM de Udaipur (PGPX para abreviar). Se llama Executive Post Graduate Programme (EPGP) en IIM Bangalore e IIM Indore, y International Programme in Management for Executives (IPMX) en IIM Lucknow. Todos estos programas admiten únicamente a candidatos con aproximadamente 5 o más años de experiencia profesional y suelen utilizar una combinación de puntuación en el GMAT, ensayos y entrevistas personales como criterios de acceso, de forma similar a otros programas de MBA de renombre mundial. La puntuación media del GMAT de los lotes de IIM Ahmedabad, Bangalore, Calcuta e IIM Udaipur suele ser superior a 700 y se compara con las mejores del mundo.